# منى يقظان
منى يقظان، فنانة لبنانية ومصممة جرافيك، درست الرسم والتصميم الجرافيكي وفنّ التحريك في جامعة فريديريك في قبرص. قامت منى يقظان بالمساهمة في رسم عدّة كتب للأطفال إضافة إلى تنفيذ أفلام رسوم متحرّكة قصيرة حازت بها على عدّة جوائز.

## السيرة الذاتية
درست منى يقظان الرسم والتصميم الجرافيكي وفنّ التحريك في جامعة فريديريك في قبرص، وتابعت تخصّصها في الجامعة اللبنانية الأميركية في بيروت وأكملت دراستها العليا في إنجلترا وقامت برسم عدّة كتب للأطفال، مثل «فأر في بيت تامر»، «البطاقة العجيبة» و «صديقي»، إضافة إلى تنفيذ أفلام رسوم متحرّكة قصيرة حازت من خلالها على عدّة جوائز. تختص منى يقظ
ان برسم القصص الخاصة بالأطفال، والتي تكون تعليمية وباللغة العربية، وقد تعاونت مع كتاب مختلفين في رسم أكثر من ١٦ قصة للأطفال.

## أعمال الفنانة[2]
- فأر في بيت تامر، أصالة للطباعة والنشر والتوزيع، 2013.
- صديقي، دار الساقي للطباعة والنشر، 2016.[3]
- البطاقة العجيبة، السلوى للدراسات والنشر، 2014.
- لا تتاخرا... إنني أنتظركما، دار العلم للملايين، 2009.
- أنا والصابونة، دار البنان، 2014.
- بيتنا أحلى، أصالة للنشر والتوزيع، 2011.
- الديك الصغير، أصالة للنشر والتوزيع، 2014.
- أسنان الضفدع، أكاديميا انترناشونال، 2015.
- ماذا أسمع؟, أصالة للطباعة والنشر والتوزيع، 2015.[4]
- فكرة حمار، أصالة للطباعة والنشر والتوزيع، 2014.
- أذن الفيل، أصالة للطباعة والنشر والتوزيع، 2014.
- كيف صار القنفذ فأراً؟, أصالة للطباعة والنشر والتوزيع، 2013.
- سمسم في بطن ماما، دار الساقي للنشر والتوزيع، 2015.
- القطة المتنكرة، أصالة للطباعة والنشر والتوزيع، 2014.
- عنتر وسمير، أصالة للطباعة والنشر والتوزيع، 2013.
- دكتور شدة، دار ومكتبة المعارف، 2014.

## الجوائز
- جائزة كتابي لأدب الطفل العربي، 2017.